# Иванов-Крамской, Александр Михайлович
Алекса́ндр Миха́йлович Ивано́в-Крамско́й (настоящая фамилия Ивано́в; 26 августа [8 сентября] 1912, Москва — 11 апреля 1973, Минск) — русский советский классический гитарист, композитор, дирижёр, педагог, заслуженный артист РСФСР (1959).

## Биография
Начал обучаться в музыкальной школе (ныне ДМШ имени К. Игумнова) по классу скрипки, однако под впечатлением от посещения в 1926 году концерта Андреса Сеговии в Большом зале Московской консерватории принял решение посвятить себя гитаре.
В 1930 году поступил в музыкальный техникум имени Октябрьской революции в класс гитары Петра Агафошина (который в 1899 году присутствовал как делегат от России на Международном конгрессе гитаристов в Мюнхене, где был основан Международный союз гитаристов, в состав которого он и вошёл), параллельно обучался композиции у Николая Речменского и дирижированию у Константина Сараджева, у Агафошина же затем учился в Московской консерватории на курсах повышения квалификации.
Творческая карьера Иванова-Крамского началась в 1932 году, когда он впервые выступил на Всесоюзном радио. В дальнейшем работал в Малом театре, в 1939—1945 руководил Ансамблем песни и пляски НКВД СССР, с 1946 по 1952 — оркестром народных инструментов Гостелерадио.
В 1939 году получил вторую премию на Всесоюзном конкурсе исполнителей на народных инструментах. В качестве дирижёра и исполнителя записал более 40 грампластинок.
Иванов-Крамской часто выступал в ансамбле с певцами, в числе которых — Надежда Обухова, Иван Козловский, Александра Яблочкина, а также в ансамблях со струнными квартетами имени Бетховена и имени Комитаса, Леонидом Коганом, Александром Корнеевым и другими выдающимися музыкантами.
В 1936 году Иванов-Крамской дебютировал как композитор, сочинив «Лирический вальс для гитары соло». Этот вальс стал украшением репертуара отечественных гитаристов. Иванов-Крамской — автор более пятисот сочинений для гитары: двух концертов, сонат, обработок народных песен, многочисленных пьес. Его музыка звучит в фильме «Несрочная весна».
Иванов-Крамской активно выступал перед бойцами во время Великой Отечественной войны.
После войны Иванову-Крамскому — первому отечественному концертирующему гитаристу — пришлось практически в одиночку вести борьбу за жизнь классической гитары, за необходимость восстановить занятия по классу гитары, которые были прекращены в середине 1930-х гг.
В 1960 году по инициативе Иванова-Крамского класс шестиструнной гитары был открыт в музыкальном училище при Московской консерватории, он его и возглавил. Среди его учеников — Николай Комолятов, Феликс Акопов, Владимир Хлоповский и другие известные гитаристы, педагог и композитор Евгений Ларичев.
В 1970 году способствовал открытию класса гитары в Институте культуры.
Иванов-Крамской написал «Школу игры для шестиструнной гитары».

Могила Иванова-Крамского на Введенском кладбище Москвы.

Умер на репетиции во время гастролей в Минске от третьего инфаркта. Похоронен в Москве на Введенском кладбище (29 уч.).